# Giòi

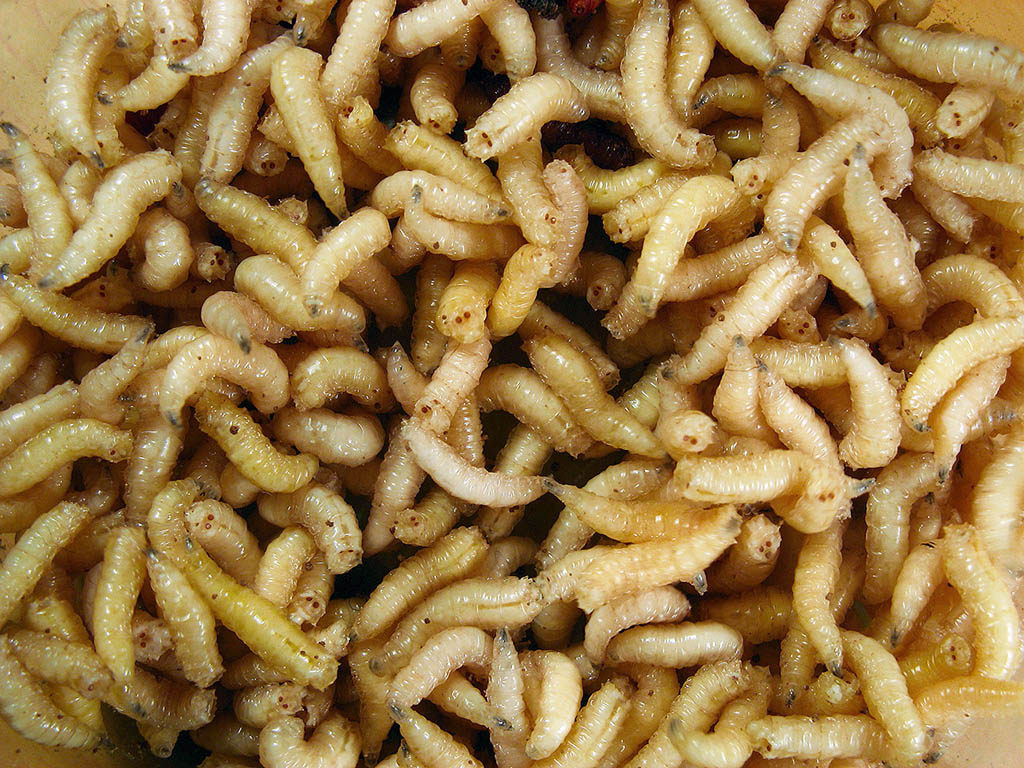
Giòi

Giòi (hay còn gọi là dòi) là dạng ấu trùng trong giai đoạn trưởng thành của loài ruồi.

## Đặc điểm
Đời sống loài ruồi có thể chia thành bốn dạng: trứng, giòi, nhộng, và ruồi. Trứng ruồi đẻ vào những nơi ẩm thấp nước đọng, các thứ rữa thối, hay phân thải. Sau 8-20 giờ, trứng nở thành giòi. Ở dạng này, con giòi bắt đầu ăn. Chúng chuộng nhất là thịt hư rữa. Ăn thật no xong, con giòi bò tìm nơi để biến thành nhộng.

## Sử dụng
Trị liệu dùng giòi. Giòi được dùng trong y khoa từ thời Nội chiến Mỹ để dọn sạch vết thương. Trong môi trường đã được khử trùng, giống giòi "sạch" được đặt vào vết thương hòng tiêu hủy những phần thịt đã chết. Dùng trong chăn nuôi: Giòi còn được nuôi với quy mô công nghiệp để làm nguồn thức ăn rẻ tiền nhưng đầy bổ dưỡng trong chăn nuôi. Ngoài ra, giòi được nuôi theo chuẩn vệ sinh tốt, được sấy khô để làm nguồn cung cấp protein cho công nghiệp thực phẩm.

## Hình ảnh

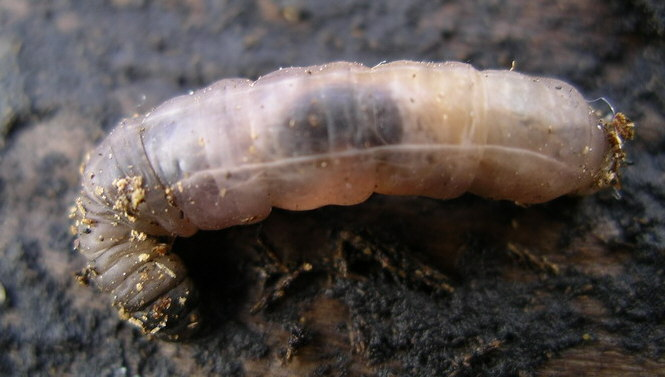